# Кора Карвуні
Кора Карвуні (грец. Κόρα Καρβούνη, *22 квітня, 1980, Афіни, Греція) — грецька акторка театру і кіно. Закінчила Національну театральну драматичну школу (Афіни).

## Вибіркова фільмографія
- J.A.C.E. (2011)
- Вересень (2013)